# زندگی لاوی
زندگی لاوی (انگلیسی: Aimé Lavie؛ زادهٔ ۷ دسامبر ۱۹۸۴) بازیکن فوتبال اهل جمهوری کنگو است.
از باشگاه‌هایی که در آن بازی کرده‌است می‌توان به باشگاه فوتبال کن، باشگاه فوتبال سوشو، باشگاه فوتبال ریوکیو، باشگاه فوتبال نانت، باشگاه فوتبال هاپوئل کفار سابا، و باشگاه فوتبال مکابی پتخ تیکوا اشاره کرد.